# Antipathes lentipinna
Antipathes lentipinna är en korallart som beskrevs av Brook 1889. Antipathes lentipinna ingår i släktet Antipathes och familjen Antipathidae.
Artens utbredningsområde är Indiska oceanen. Inga underarter finns listade i Catalogue of Life.